# Ligdia efferata
Ligdia efferata là một loài bướm đêm trong họ Geometridae.